# Jamo Brazilian Voodoo Macumba Kung Fu...
Jamo Brazilian Voodoo Macumba Kung Fu... é o segundo álbum de estúdio da banda brasileira U.D.R., lançado em 2004.
Sendo o segundo disco formação clássica, o álbum incluiu canções inéditas, algumas incluídas no terceiro trabalho de estúdio da banda, WARderley (2005), com modificações. É o disco com maior utilização de instrumentos da banda. A canção "Oh, Mefisto" é uma paródia de "Jesus Cristo", de Roberto Carlos; enquanto que a introdução de "O Hacker do Amor" é uma referência a "Rap do Solitário", de MC Marcinho.
A turnê de divulgação do disco se chamou O Amor Move Montanhas. Foi através deste disco que a banda tornou-se nacionalmente conhecida e participou de festivais de metal.

## Faixas[5]
| N.º | Título                              | Duração |  |
| 1.  | "Avião Brutal do Scat" (Radio Edit) | 5:31    |  |
| 2.  | "Gigolô Autodidata"                 | 2:35    |  |
| 3.  | "No Seu Cu"                         | 2:36    |  |
| 4.  | "O Hacker do Amor" (part. DJ Fock)  | 3:48    |  |
| 5.  | "O Leão de Judah não Mente Jamais"  | 3:49    |  |
| 6.  | "Oh, Mefisto"                       | 3:34    |  |
| 7.  | "Punkristão" (part. Fux0r B.)       | 3:06    |  |
| 8.  | "Qué Leite?" (part. DJ Fock)        | 3:06    |  |
| 9.  | "Sensação Besta no Furico"          | 2:35    |  |